# Veresegyházi Béla
Veresegyházi Béla (Kokad, 1947.03.30 – ) tanár, gimnáziumi igazgató, történész.

## Élete
1984 és 1989 között volt a budaörsi gimnázium igazgatója. Később nyugdíjazásáig az intézményben tanított. Számos népszerű–ismeretterjesztő történelmi és földrajzi művet írt. A történelem oktatásában végzett munkájáért az ELTE címzetes gyakorlóiskolai vezető tanári címet kapta. Budaörs városa a Szakály Mátyás Érdemérmet, a Magyar Földrajzi Társaság pedig földrajzi tanítói és író tevékenységéért a Pro Geographia kitüntetést adományozta neki.

## Művei
- Szolnok a Közép-Tiszavidék tájszervező centruma, Szolnok, Verseghy Könyvtár, (V.Tajti Erzsébettel és Pál Ágnessel)
- Ráckeve és környéke, Dunatours Pest Megyei Idegenforgalmi Hivatal, Budapest, 1987, ISBN 963-243-609-1 (Kovács József Lászlóval és Horváth Lászlóval közösen)
- Amerika felfedezése. Kisenciklopédia 1492–1600, Primo Kiadó, Budapest, 1992, ISBN 963-7838-63-5
- Történeti földrajzi kisszótár középiskolásoknak, Primo Kiadó, Budapest, 1992, ISBN 963-8079-03-7
- A világrendszerek kialakulása. Oktatási segédlet a földrajz tanításához, Szaktudás Kiadó Ház, Budapest, 1993, ISBN 963-7862-935
- Történelmi-topográfiai kislexikon, Aqua Kiadó, Budapest, 1994, ISBN 963-602-586-x
- História és kultúrhistória az évszámok tükrében I. Kézikönyv érettségizőknek és felvételizőknek – Kr. e. 3000–Kr. u. 1453, Aqua Kiadó, Budapest, 1996,  helytelen ISBN kód: 963-602-642-1
- História és kultúrhistória az évszámok tükrében II. Kézikönyv érettségizőknek és felvételizőknek – 1453–1848, Aqua Kiadó, Budapest, 1996, ISBN 963-602-643-2
- História és kultúrhistória az évszámok tükrében III. Kézikönyv érettségizőknek és felvételizőknek – 1848–1990, Aqua Kiadó, Budapest, 1996, ISBN 963-602-644-0
- Ázsia története és földrajza, Műszaki Könyvkiadó, Budapest, 1996, ISBN 963-16-0573-6 (Dürr Bélával)
- Magyarország történeti-topográfiai kislexikona, Aula Kiadó Kft., Budapest, 1996, ISBN 963-503-141-6 (Veresegyháziné Kovács Jolánnal)
- História és kultúrhistória az évszámok tükrében. Kézikönyv érettségizőknek és felvételizőknek – Kr. e. 3000–Kr. u. 1996, Aula Kiadó, Budapest, 1997, ISBN 963-9078-12-3
- Rajzos vázlatok a történelem tanításához. Rajzok, térképek, táblázatok, diagramok – általános és középiskolásoknak, Korona Kiadó, Budapest, 1999, ISBN 963-9191-40-x
- Történelmi helyek kislexikona, Cser Kiadó, Budapest, 1997, ISBN 963-9003-14-x
- Eltűnt népek, eltűnt birodalmak, Junior Kiadó, Budapest, é. n. [1999], ISBN 963-388-128-5 (Bánosi Györggyel)
- Külföldi uralkodók. 476–1900, Junior Kiadó, Budapest, é. n. [2000], ISBN 963-388-196-X (későbbi kiadás: Anno Kiadó, Budapest, é. n., ISBN 963-375-143-8), (Bánosi Györggyel)
- Ókori uralkodók kislexikona, Anno Kiadó, Budapest, é. n. [2000], ISBN 963-375-099-7 (Bánosi Györggyel)
- A történelem helyszínei Babilóntól Vatikánig, Anno Kiadó, Budapest, é. n. [2000], ISBN 963-9199-53-2
- Világtörténet évszámokban, Saxum Kiadó, Budapest, 2000, ISBN 963-9084-96-4 (Domokos Zsuzsával)
- Magyar csatahelyek kisenciklopédiája, Anno Kiadó, Budapest, é. n. [2000], ISBN 963-375-031-8
- Földrajzi felfedezések lexikona, Saxum Kiadó, Budapest, 2001, ISBN 963-9308-18-8
- Magyar uralkodók. Királyok, királynők, fejedelmek és kormányzók. Rövid életrajzok Álmos fejedelemtől Horthy Miklósig, Anno Kiadó, Budapest, 2002, ISBN 963-375-220-5
- Történelmi emlékhelyek A–Z-ig, Saxum Kiadó Bt., Budapest, 2002, ISBN 963-9308-79-X
- Történelmi adattár érettségizőknek–felvételizőknek, Saxum Kiadó Bt., Budapest, é. n. [2002], ISBN 963-9308-57-9
- A régi Magyarország vármegyéi és városai. Abc rendben – Régi magyar települések kislexikona, Anno Kiadó, Budapest, 2005, ISBN 963-375-386-4 (Veresegyháziné Kovács Jolánnal)
- Budaörs földrajza diákoknak, k. n., h. n., 2006, ISBN 963-06-0183-4
- Békeszerződések lexikona, Anno Kiadó, Budapest, é. n. [2000-es évek], ISBN 963-9066-54-0
- A tiszafüredi és az abádszalóki életkamrák a 16. században. Tiszafüred, 2021, ISSN 0237-4366
- Jász-Nagykun-Szolnok megye Tisza-szabályozás előtti földrajzi nevei az 1860 előtt készült kéziratos térképek alapján. magánkiadás.2023, ISBN 978-615-01-7180-7

## Családja
- Felesége: Illés Tóth Mária (népművelő)
- Gyermekei: Veresegyházi Béla 1970 (népművelő), Veresegyházi Csongor 1976 (jogász)